# Klaus an der Pyhrnbahn
Klaus an der Pyhrnbahn – gmina w Austrii, w kraju związkowym Górna Austria, w powiecie Kirchdorf an der Krems. Liczy 1078 mieszkańców.